# José Aldo
José Aldo da Silva Oliveira Júnior (Manaus, 9 de setembro de 1986), mais conhecido como José Aldo, é um lutador brasileiro de MMA. Aldo foi campeão mundial Peso-Pena do UFC, e o último campeão Peso-Pena do extinto WEC. Aldo realizou sete defesas de título pelo UFC, e duas defesas pelo WEC.
Em 16 de junho de 2016, a Paris Filmes, Black Maria e a Globo Filmes lançaram o filme Mais Forte que o Mundo, que conta a história do lutador amazonense. Com raízes de família humilde, Aldo decidiu deixar o subúrbio de Manaus e ir em busca do sonho de se tornar atleta no Rio de Janeiro, história escrita por Afonso Poyart. Em 2017, a Globo, produziu um programa especial sobre José Aldo, com cenas do filme e material jornalístico.

## Carreira no MMA
Após rodar em eventos nacionais, Aldo fez sua estreia no WEC em 1 de junho de 2008, no Arco Arena em Sacramento, Califórnia. Em sua estreia com a organização, ele derrotou o lutador Alexandre Nogueira no WEC 34. Em sequência na organização, Aldo nocauteou três adversários, o futuro campeão do The Ultimate Fighter Jonathan Brookins no WEC 36, Rolando Perez no WEC 38, tendo ganhado o prêmio de melhor "Nocaute da Noite", e Chris Mickle no WEC 39.
Aldo voltou a vencer com um nocaute em 7 de junho de 2009 no WEC 41 enfrentando Cub Swanson, com uma  joelhada voadora dupla aos 8 segundos do primeiro round. Aldo se tornou o Campeão dos Pesos Penas do WEC ao nocautear Mike Brown no dia 18 de novembro de 2009 no WEC 44. Aldo vinha de nove vitórias consecutivas na organização, sendo que todas elas terminaram em nocaute.
José Aldo foi o vencedor do prêmio de lutador do ano (2009) segundo o famoso site Sherdog.E Indicado 2 Vezes pelo Kid's Choice Awards Como Atleta Favorito. Em 2010 e 2013.
Após as grandes conquistas, Aldo teve uma luta casada com a lenda do WEC e ex-campeão dos pesos penas Urijah Faber, a luta aconteceu no dia 25 de abril de 2010 no WEC 48. Durante a luta, Aldo manteve a mesma estratégia nos cinco rounds, desferindo dezenas de chutes na perna e no corpo de Urijah (total de 32 golpes). Aldo manteve o domínio no centro do octógono o tempo todo, conseguindo boas combinações de golpe. Depois de tantos chutes, Faber não mais conseguia caminhar. Durante os intervalos entre rounds o treinador o erguia acima do solo até o corner. Aldo ainda falhou numa chance de conduzir o combate ao solo e venceu seu primeiro combate do UFC por decisão dos jurados, e manteve o cinturão.
No WEC 51, José Aldo enfrentou o lutador armenio Manvel Gamburyan, que tinha nocauteado em sua última luta o ex-campeão peso-pena do WEC Mike Brown. Nesta luta, o brasileiro conseguiu defender seu cinturão ao vencer por nocaute no segundo assalto da luta.

### Ultimate Fighting Championship
Em 28 de outubro de 2010, World Extreme Cagefighting (WEC) se fundiu com o Ultimate Fighting Championship (UFC), posteriormente os lutadores do WEC foram transferidos para o UFC. Aldo tornou-se o primeiro campeão dos Pesos Pena do UFC, recebendo o cinturão oficial em 20 de novembro de 2010, no UFC 123. Sua primeira defesa havia sido definida para o UFC 125 contra Josh Grispi. Aldo foi forçado a retirar-se depois de sofrer uma lesão no pescoço três dias depois de receber seu cinturão do UFC. Dustin Poirier o substituiu na luta contra Grispi no UFC 125. Aldo voltou ao octógono no primeiro evento do UFC realizado em um estádio, o UFC 129 em Toronto, Canadá, contra o canadense Mark Hominick. Aldo venceu por decisão unânime depois de deformar o rosto do seu adversário, estreando no UFC em grande estilo.
Aldo teve sua segunda defesa de cinturão no UFC contra Kenny Florian no dia 8 de outubro de 2011 no UFC 136, onde ele venceu por decisão unânime.
Aldo lutou contra Chad Mendes no dia 14 de janeiro de 2012 no UFC 142 e venceu por nocaute aos 4:59 do primeiro round, defendendo assim seu cinturão pela terceira vez.
Aldo era esperado para enfrentar Erik Koch no dia 13 de outubro de 2012 no UFC 153, porém Koch se lesionou e foi substituído pelo ex-Campeão Peso Leve do UFC e recém chegado na categoria, Frankie Edgar. Porém, Aldo se lesionou e foi obrigado a se retirar da luta.
Aldo enfrentou Frankie Edgar no dia 2 de fevereiro de 2013, no UFC 156. Aldo venceu por decisão unânime.
Aldo era esperado para fazer mais uma defesa de cinturão contra o recém-chegado na categoria dos penas Anthony Pettis em 3 de agosto de 2013 no UFC 163, porém uma lesão tirou Pettis do evento e o "Showtime" foi substituído por Chan Sung Jung.
A luta contra o "Zumbi Coreano" foi muito dura, e o triunfo veio com um nocaute técnico aos dois minutos do quarto round, após três assaltos difíceis, mas com nítida superioridade do lutador de Manaus. Durante essa luta ambos os lutadores sofreram lesões. Aldo fraturou o pé direito ainda no 1º round, enquanto Chan Sung Jung deslocou o ombro (o que provocou sua derrota), fraturou a órbita ocular, e o pé direito.
Aldo fez sua sexta defesa do Cinturão Peso Pena do UFC em 1 de Fevereiro de 2014 no UFC 169 contra Ricardo Lamas. Ele venceu a luta por decisão unânime.
Aldo defenderia seu Cinturão mais uma vez contra Chad Mendes em 2 de Agosto de 2014 no UFC 176. Em uma revanche do UFC 142, onde Aldo venceu por nocaute. No entanto, uma lesão o tirou do evento, a organização não encontrou um substituto e o evento foi cancelado. A luta foi remarcada para o UFC 179, no Rio de Janeiro, e Aldo novamente derrotou Mendes, dessa vez por decisão unânime em uma luta emocionante.
Depois de muito se especular uma luta em um estádio de futebol na Irlanda, o UFC frustrou os fãs de McGregor e anunciou a disputa com José Aldo em Vegas, no dia 23 de maio.Mas alguns dias depois a luta foi remarcada para dia 11 de julho
Após diagnóstico de uma lesão nas costelas, Aldo se retirou do UFC 189 dando lugar a Mendes.

#### Perda do cinturão para Conor McGregor
Aldo foi nocauteado pelo Irlandês Conor McGregor no primeiro round, no UFC 194 que aconteceu no dia 12 de dezembro de 2015 em Las Vegas, aos 13 segundos do primeiro round. Após a tentativa de acertar um cruzado de esquerda, Aldo recebeu um golpe de encontro de McGregor, caindo semi-apagado. McGregor só teve o trabalho de desferir mais dois socos e liquidar o combate, consagrando-se assim o novo campeão dos penas do UFC.

##### Cinturão interino
No dia 9 de julho de 2016, Aldo enfrentou novamente o ex-campeão dos pesos-leves Frankie Edgar no UFC 200 e conquistou o Cinturão Peso Pena Interino do UFC por decisão unânime.

##### Aposentadoria
No dia 27 de setembro de 2016, em entrevista ao programa "Revista Combate", Aldo solicitou a liberação do contrato junto ao UFC e anunciou sua aposentadoria do MMA, motivada após a confirmação da luta entre Conor McGregor e Eddie Alvarez no UFC de Nova York, dia 12 de novembro de 2016. No entanto, Aldo mudou logo de ideia e voltou à ativa.

##### Novamente campeão
No dia 27 de Novembro de 2016, o UFC confirmou a destituição do multicampeão Conor McGregor que vagava o Cinturão Peso Pena. Assim, José Aldo se tornou o campeão linear da categoria pela segunda vez na história após ter vencido Frankie Edgar pelo cinturão interino em julho.

#### Perda do cinturão para Max Holloway
O havaiano Max Holloway derrotou o brasileiro por nocaute técnico aos 4:13 do 3 round no UFC 212: Aldo vs. Holloway, ocorrido no Rio de Janeiro no dia 3 de junho de 2017. Os atletas faturaram o prêmio de Luta da Noite.
Aldo conseguiu a revanche imediata substituindo o lesionado Frank Edgar na luta principal do UFC 218, ocorrido no dia 2 de dezembro de 2017. O resultado da luta foi o mesmo da anterior, com o havaiano nocauteando dessa vez aos 4:51 do terceiro round.

### Aposentadoria
José Aldo anunciou a aposentadoria em 18 de setembro de 2022, aos 36 anos com o cartel de 31 vitórias e 8 derrotas.

### Artes Marciais Mistas
- Ultimate Fighting Championship
  - Campeão Peso Pena do UFC (2 vezes)
  - Campeão Interino Peso Pena do UFC (1 vez)
  - Sete defesas de título
  - Luta da noite (4 vezes)
  - Luta do Ano (2014)

- World Extreme Cagefighting
  - Campeão Peso-Pena do WEC (uma vez, último)
  - Nocaute da noite (3 vezes)
  - Recorde de vitórias consecutivas do WEC (8)
  - Invicto no WEC (8-0)
  - Duas defesas de título

- FIGHT! Magazine
  - Lutador do Ano: 2009

- Sherdog
  - Melhor Lutador do Ano: 2009[20]

- World MMA Awards
  - Prêmio Charles "Mask" Lewis de Lutador do Ano: 2010

- Kids Choice Awards
  - Atleta Favorito: 2011

## Cartel no MMA
| Cartel no MMA   |             |            |
| 41 lutas        | 32 vitórias | 9 derrotas |
| Por nocaute     | 17          | 4          |
| Por finalização | 1           | 1          |
| Por decisão     | 14          | 4          |
| Empates         | 0           | 0          |

| Res.    | Cartel | Oponente              | Método                                           | Evento                                     | Data       | Round | Tempo | Local                  | Notas |  |
| ------- | ------ | --------------------- | ------------------------------------------------ | ------------------------------------------ | ---------- | ----- | ----- | ---------------------- | --- |  |
| Derota  | 32-9   | Mario Bautista        | Decisão (Dividida)                               | UFC 307: Pereira vs. Rountree              | 05/11/2024 | 3     | 5:00  | Salt Lake City, Utah   | |  |
| Vitória | 32-8   | Jonathan Martinez     | Decisão (unânime)                                | UFC 301: Pantoja vs. Erceg                 | 04/05/2024 | 3     | 5:00  | Rio de Janeiro         | |  |
| Derrota | 31-8   | Merab Dvalishvili     | Decisão (unânime)                                | UFC 278: Usman vs. Edwards 2               | 20/08/2022 | 3     | 5:00  | Salt Lake City, Utah   | |  |
| Vitória | 31-7   | Rob Font              | Decisão (unânime)                                | UFC on ESPN: Font vs. Aldo                 | 04/12/2021 | 5     | 5:00  | Las Vegas, Nevada      | |  |
| Vitória | 30-7   | Pedro Munhoz          | Decisão (unânime)                                | UFC 265: Lewis vs. Gane                    | 07/08/2021 | 3     | 5:00  | Houston, Texas         | |  |
| Vitória | 29-7   | Marlon Vera           | Decisão (unânime)                                | UFC Fight Night: Thompson vs. Neal         | 19/12/2020 | 3     | 5:00  | Las Vegas, Nevada      | |  |
| Derrota | 28-7   | Petr Yan              | Nocaute Técnico (socos)                          | UFC 251: Usman vs. Masvidal                | 11/07/2020 | 5     | 3:24  | Abu Dhabi              | Pelo Cinturão Peso Galo Vago do UFC.                                                                                           |  |
| Derrota | 28-6   | Marlon Moraes         | Decisão (dividida)                               | UFC 245: Usman vs. Covington               | 14/12/2019 | 3     | 5:00  | Las Vegas, Nevada      | Estreia nos Galos. |  |
| Derrota | 28-5   | Alexander Volkanovski | Decisão (unânime)                                | UFC 237: Namajunas vs. Andrade             | 11/05/2019 | 3     | 5:00  | Rio de Janeiro         | |  |
| Vitória | 28-4   | Renato Moicano        | Nocaute Técnico (socos)                          | UFC Fight Night: Assunção vs. Moraes II    | 02/02/2019 | 2     | 0:44  | Fortaleza              | Performance da Noite. |  |
| Vitória | 27-4   | Jeremy Stephens       | Nocaute Técnico (socos)                          | UFC on Fox: Alvarez vs. Poirier II         | 28/07/2018 | 1     | 4:19  | Calgary, Alberta       | Performance da Noite. |  |
| Derrota | 26-4   | Max Holloway          | Nocaute Técnico (socos)                          | UFC 218: Holloway vs. Aldo II              | 02/12/2017 | 3     | 4:51  | Detroit, Michigan      | Pelo Cinturão Peso Pena do UFC.                                                                                                |  |
| Derrota | 26-3   | Max Holloway          | Nocaute Técnico (socos)                          | UFC 212: Aldo vs. Holloway                 | 03/06/2017 | 3     | 4:13  | Rio de Janeiro         | Perdeu o Cinturão Peso Pena do UFC; Luta da Noite.                                                                             |  |
| Vitória | 26-2   | Frankie Edgar         | Decisão (unânime)                                | UFC 200: Tate vs. Nunes                    | 09/07/2016 | 5     | 5:00  | Las Vegas, Nevada      | Ganhou o Cinturão Peso Pena Interino do UFC; Promovido a campeão linear Peso Pena do UFC após Conor McGregor vagar o cinturão. |  |
| Derrota | 25-2   | Conor McGregor        | Nocaute (soco)                                   | UFC 194: Aldo vs. McGregor                 | 12/12/2015 | 1     | 0:13  | Las Vegas, Nevada      | Perdeu o Cinturão Peso Pena do UFC; Luta mais rápida valendo um cinturão.                                                      |  |
| Vitória | 25-1   | Chad Mendes           | Decisão (unânime)                                | UFC 179: Aldo vs. Mendes II                | 25/10/2014 | 5     | 5:00  | Rio de Janeiro         | Defendeu o Cinturão Peso Pena do UFC; Luta da Noite; Luta do Ano (2014).                                                       |  |
| Vitória | 24-1   | Ricardo Lamas         | Decisão (unânime)                                | UFC 169: Barão vs. Faber II                | 01/02/2014 | 5     | 5:00  | Newark, New Jersey     | Defendeu o Cinturão Peso Pena do UFC.                                                                                          |  |
| Vitória | 23-1   | Chan Sung Jung        | Nocaute Técnico (socos)                          | UFC 163: Aldo vs. Korean Zombie            | 03/08/2013 | 4     | 2:00  | Rio de Janeiro         | Defendeu o Cinturão Peso Pena do UFC.                                                                                          |  |
| Vitória | 22-1   | Frankie Edgar         | Decisão (unânime)                                | UFC 156: Aldo vs. Edgar                    | 02/02/2013 | 5     | 5:00  | Las Vegas, Nevada      | Defendeu o Cinturão Peso Pena do UFC; Luta da Noite.                                                                           |  |
| Vitória | 21-1   | Chad Mendes           | Nocaute (joelhada)                               | UFC 142: Aldo vs. Mendes                   | 15/01/2012 | 1     | 4:59  | Rio de Janeiro         | Defendeu o Cinturão Peso Pena do UFC.                                                                                          |  |
| Vitória | 20-1   | Kenny Florian         | Decisão (unânime)                                | UFC 136: Edgar vs. Maynard III             | 08/10/2011 | 5     | 5:00  | Houston, Texas         | Defendeu o Cinturão Peso Pena do UFC.                                                                                          |  |
| Vitória | 19-1   | Mark Hominick         | Decisão (unânime)                                | UFC 129: St. Pierre vs. Shields            | 30/04/2011 | 5     | 5:00  | Toronto, Ontário       | Estreia no UFC; Defendeu e unificou o Cinturão Peso Pena do UFC; Luta da Noite.                                                |  |
| Vitória | 18-1   | Manvel Gamburyan      | Nocaute (socos)                                  | WEC 51: Aldo vs. Gamburyan                 | 30/09/2010 | 2     | 1:32  | Broomfield, Colorado   | Defendeu o Cinturão Peso Pena do WEC.                                                                                          |  |
| Vitória | 17-1   | Urijah Faber          | Decisão (unânime)                                | WEC 48: Aldo vs. Faber                     | 24/04/2010 | 5     | 5:00  | Sacramento, Califórnia | Defendeu o Cinturão Peso Pena do WEC.                                                                                          |  |
| Vitória | 16-1   | Mike Brown            | Nocaute Técnico (socos)                          | WEC 44: Brown vs. Aldo                     | 18/11/2009 | 2     | 1:20  | Las Vegas, Nevada      | Ganhou o Cinturão Peso Pena do WEC; Nocaute da Noite.                                                                          |  |
| Vitória | 15-1   | Cub Swanson           | Nocaute Técnico (joelhada voadora dupla e socos) | WEC 41: Brown vs. Faber II                 | 07/06/2009 | 1     | 0:08  | Sacramento, Califórnia | Nocaute da Noite. |  |
| Vitória | 14-1   | Chris Mickle          | Nocaute Técnico (socos)                          | WEC 39: Brown vs. Garcia                   | 01/03/2009 | 1     | 1:39  | Corpus Christi, Texas  | |  |
| Vitória | 13-1   | Rolando Perez         | Nocaute Técnico (joelhada e socos)               | WEC 38: Varner vs. Cerrone                 | 25/01/2009 | 1     | 4:15  | San Diego, Califórnia  | Nocaute da Noite |  |
| Vitória | 12-1   | Jonathan Brookins     | Nocaute Técnico (socos)                          | WEC 36: Faber vs. Brown                    | 05/11/2008 | 3     | 0:45  | Hollywood, Flórida     | |  |
| Vitória | 11-1   | Alexandre Nogueira    | Nocaute Técnico (socos)                          | WEC 34: Faber vs. Pulver                   | 01/06/2008 | 2     | 3:22  | Sacramento, Califórnia | Estreia no WEC |  |
| Vitória | 10-1   | Shoji Maruyama        | Decisão (unânime)                                | Pancrase: 2007 Neo-Blood Tournament Finals | 27/07/2007 | 3     | 15:00 | Tóquio                 | |  |
| Vitória | 9-1    | Fábio Mello           | Decisão (unânime)                                | TopFC 3                                    | 02/05/2007 | 3     | 15:00 | Rio de Janeiro         | |  |
| Vitória | 8-1    | Minu Meller           | Decisão (majoritária)                            | GoldFC 1                                   | 20/05/2006 | 3     | 15:00 | Rio de Janeiro         | |  |
| Derrota | 7-1    | Luciano Azevedo       | Finalização (mata-leão)                          | Jungle Fight 5                             | 26/11/2005 | 2     | 3:37  | Manaus                 | |  |
| Vitória | 7-0    | Micky Young           | Nocaute Técnico (socos)                          | FX3: Battle of Britain                     | 15/10/2005 | 1     | 1:05  | Inglaterra             | |  |
| Vitória | 6-0    | Phil Harris           | Nocaute Técnico (interrupção médica)             | UK-1: Fight Night                          | 17/09/2005 | 1     | N/A   | Inglaterra             | |  |
| Vitória | 5-0    | Anderson Silvério     | Nocaute (tiro de meta)                           | Meca Vale Tudo 12                          | 09/07/2005 | 1     | 7:33  | Rio de Janeiro         | |  |
| Vitória | 4-0    | Aritano Barbosa       | Nocaute Técnico (chute)                          | Rio MMA Challenge 1                        | 12/05/2005 | 1     | 0:22  | Rio de Janeiro         | |  |
| Vitória | 3-0    | Luiz de Paula         | Finalização (triângulo de mão)                   | Shooto Brazil 7                            | 19/03/2005 | 1     | 0:56  | Rio de Janeiro         | |  |
| Vitória | 2-0    | Hudson Rocha          | Nocaute Técnico (intervenção médica)             | Shooto Brazil: Never Shake                 | 23/10/2004 | 1     | 5:00  | São Paulo              | |  |
| Vitória | 1-0    | Mário Bigola          | Nocaute (chute na cabeça)                        | EcoFight 1                                 | 10/08/2004 | 1     | 0:18  | Macapá                 | |  |